# Gotsé Deltchev
Pour les articles homonymes, voir Gotsé Deltchev (homonymie).
Gotsé Deltchev (en bulgare : Гоце Делчев), aussi orthogaphié Goce Delčev (en macédonien : Гоце Делчев), né Georgi Nikolov Deltchev le 4 février 1872 à Kilkis et mort le 4 mai 1903 à Banitsa, est un important révolutionnaire bulgare de la Macédoine ottomane du début du XXe siècle. Il était notamment l'un des dirigeants de l'Organisation révolutionnaire intérieure macédonienne (VMRO), une organisation paramilitaire active dans l'Empire ottoman à la fin du XIXe et au début du XXe siècle.

## Biographie
|                                                   |  |  |
| Sultana et Nikola Deltchev, les parents de Gotsé. |  |  |

Gotsé Deltchev est né le 4 février 1872 (ou le 23 janvier 1872 selon le calendrier julien) à Kilkis, ville de la Macédoine grecque, faisant alors partie de l'Empire ottoman. Kilkis, ou « Koukouch » en bulgare, est alors une ville majoritairement peuplée de Bulgares sous la juridiction de l'Exarchat bulgare,. Deltchev commence à étudier à l'école primaire uniate de la ville, puis à l'école de l'Exarchat bulgare. Il va souvent au tchitalichté de Kilkis, où il lit de nombreux ouvrages sur les idées révolutionnaires.
En 1888, sa famille l’envoi au Lycée bulgare de garçons de Thessalonique où il organise une fraternité révolutionnaire secrète. Il propage aussi des ouvrages révolutionnaires qu'il obtient d'élèves du lycée.
L'éducation au lycée n'ouvrant pas de grandes perspectives professionnelles, Gotsé Delchev suivit son camarade Boris Sarafov et entra à l'école militaire bulgare de Sofia en 1891. À Sofia, il rencontre de nombreux jeunes migrants venus de Macédoine et construit un vaste réseau de connaissances qui lui a permis de rencontrer Ivan Hadjinikolov. Ce dernier veut créer une organisation révolutionnaire et Delchev est d'accord avec lui sur tous les détails de l'entreprise. Il promet également de retourner en Macédoine après avoir terminé ses études. Il fut finalement expulsé de l'école en septembre 1894, un mois avant l'obtention de son diplôme, en raison de son appartenance à un cercle socialiste illégal.

### Instituteur et révolutionnaire
Gotsé Deltchev quitte alors Sofia pour sa Macédoine natale, où il devient professeur dans le réseau d'écoles de l'Exarchat bulgare pour propager ses idées révolutionnaires. À cette époque, l'ORIM vient d'être fondée à Thessalonique. À l'automne 1894, Delchev s'installe à Shtip, où il rencontre un autre professeur, Damé Grouev, qui est à la tête du comité local de l'ORIM. Grâce à Grouev, Gotsé Deltchev devient membre de l'organisation et de son équipe.
L'ORIM gagne très vite en popularité, surtout après l'arrivée de Damé Grouev à Thessalonique, où il est inspecteur d'écoles. Sous sa direction, Deltchev voyage dans toute la Macédoine et fonde des comités révolutionnaires dans les villes et villages. Il noue aussi des contacts avec le Comité révolutionnaire suprême macédono-andrinopolitain, dont l’objectif déclaré est l’autonomie des régions de Thrace et de Macédoine de la domination ottomane. Cependant, dans les faits, ce comité est étroitement lié à des gouvernements étrangers et menait régulièrement des actions terroristes contre les Ottomans. Gotsé Deltchev a d'ailleurs une mauvaise impression du mouvement. Après avoir passé l'année scolaire 1895-1896 à Bansko, Deltchev est arrêté par les Ottomans et emprisonné pendant un mois pour activités révolutionnaires. À sa libération, à l'automne 1896, il démissionne de son poste d'instituteur et retourne à Sofia. Là-bas, il sert de représentant du VMRO avec Guiortché Pétrov.

### À la tête du VMRO
Gotsé Deltchev reste à Sofia jusqu'en 1902. Son travail de représentant auprès du gouvernement bulgare l'amène à négocier avec de nombreux marchands d'armes et des politiciens peu scrupuleux qui le dégoûtent du système politique bulgare de l'époque. Avec Guiortché Pétrov, il établit également la carte du VMRO, avec ses structures régionales, ses districts et ses polices secrètes. En 1898, il décide également la création de bandes armées dans chaque district. Grâce à ses connaissances militaires, il est par ailleurs mis à la tête de toutes ces troupes.
Deltchev s'occupe aussi de l'armement de l'organisation et fait installer une usine de bombes près de Kyoustendil. Les bombes sont ensuite acheminées secrètement vers la Macédoine. Il ouvre aussi un atelier de dynamite à Bourgas en 1900. Il se rend à plusieurs reprises en Macédoine et en Thrace, pour organiser des enlèvements de personnalités.
La question d'un grand soulèvement définitif en Macédoine et en Thrace devient primordiale après 1900, mais divise les membres du VMRO ainsi que des autres organisations similaires. Lors d'un congrès tenu en janvier 1903 à Thessalonique et auquel Deltchev n'assiste pas, ce soulèvement est programmé pour le printemps de la même année. Cela provoque de longs débats lors d'un autre congrès, tenu à Sofia en mars. L'aile droite du VMRO soutient qu'un tel soulèvement provoquerait une guerre entre la Macédoine et l'Empire ottoman et donc une possible intervention des grandes puissances, ce qui anéantirait la Turquie. L'aile gauche, menée par Gotsé Deltchev, considère que l'entreprise est trop risquée et surtout prématurée. Finalement, Deltchev se plie aux demandes de l'aile droite, mais obtient tout de même un changement de date, et le soulèvement est repoussé à l'été. Il persuade aussi les autres cadres d'utiliser des techniques de guérilla plutôt que d'organiser une insurrection mettant à contribution les populations locales. Deltchev commence alors les préparatifs du soulèvement et teste ses tactiques en détruisant un pont. Il retrouve aussi Damé Grouev, qui vient de sortir de prison, et rencontre diverses personnalités révolutionnaires. En mai 1903, il se dirige vers le mont Alibotuş où il doit rencontrer des représentants du district de Serrès.

### Mort
Le 28 avril 1903, des autonomistes et des révolutionnaires macédoniens avaient déjà organisé des attentats à la bombe à Salonique, entraînant l'application de la loi martiale dans la ville et l'arrivée de renforts militaires ottomans dans la région. Ceux-ci retrouvent la trace de Gotsé Deltchev et sont informés de son expédition vers le mont Alibotuş, situé en territoire ottoman. Deltchev meurt le 4 mai 1903 lors d'une embuscade de la police turque près du village de Banitsa, probablement après une trahison de la part des villageois. Son corps est identifié par les autorités de Serrès et enterré dans une fosse commune. Le soulèvement préparé par le VMRO a finalement lieu en août et il a été baptisé « Insurrection d'Ilinden ». Après un certain succès, les combattants sont toutefois rapidement contenus par l'armée ottomane, et le soulèvement est un échec. Deux frères de Gotsé, Mitso et Milan, sont d'ailleurs tués eux aussi par les Ottomans, et un décret de Ferdinand Ier de Bulgarie de 1914 donne une pension à vie à leur père pour le mérite de sa famille.

## Controverse

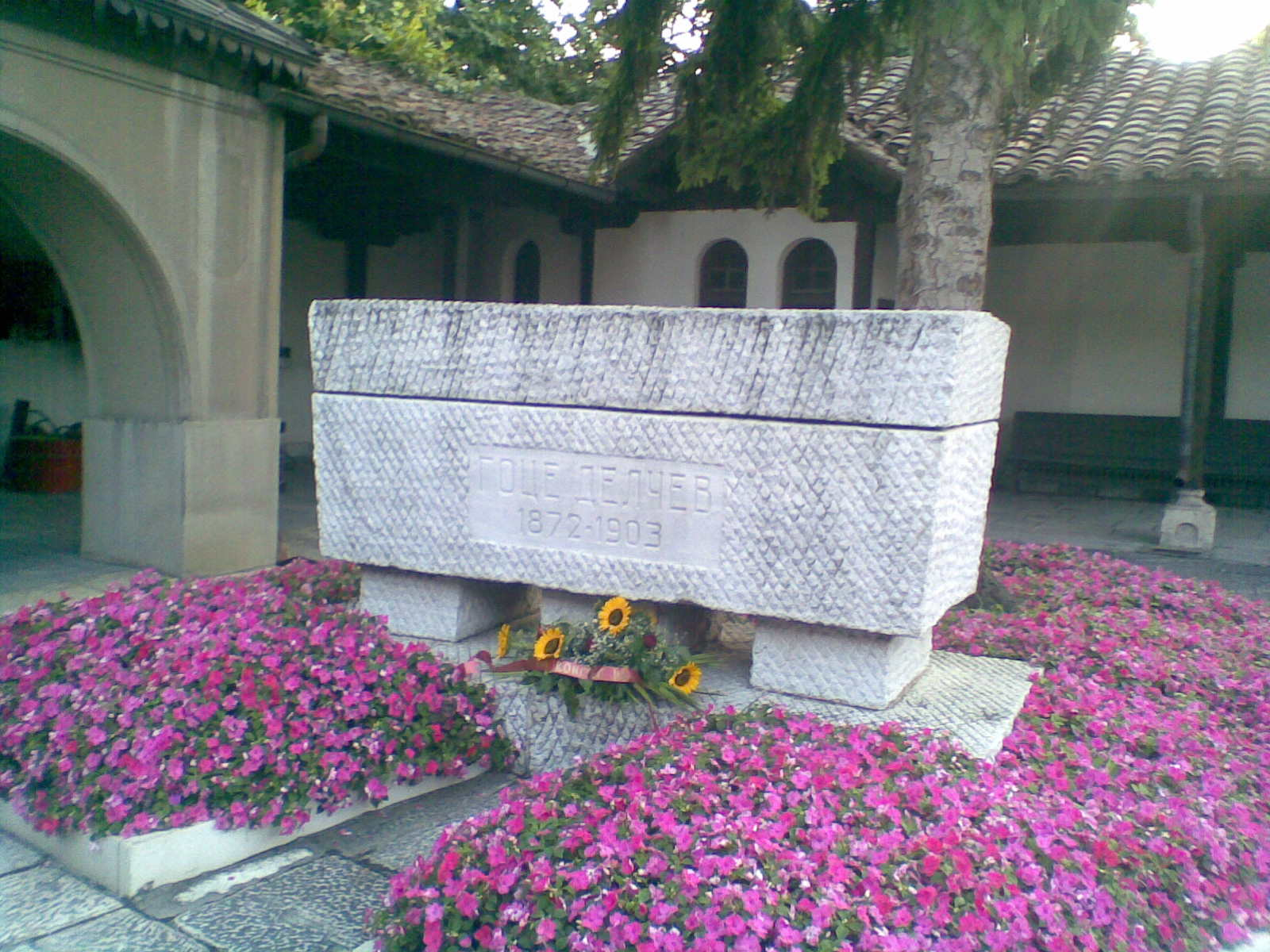
Le tombeau de Goce Delčev à l'église Saint-Sauveur de Skopje.

Après 1944, les considérations officielles de la Bulgarie à propos de la Macédoine ont changé puisque le pays a suivi la décision du Comintern de reconnaitre la nation macédonienne comme étant distincte de la nation bulgare. La même politique est appliquée en Yougoslavie. Par ailleurs, la nouvelle république socialiste de Macédoine, l'une des six entités yougoslaves, était présentée comme l'aboutissement naturel des aspirations de Goce Delčev pour une Macédoine autonome. Cependant, selon le cadre communiste yougoslave Lazar Koliševski, Goce Delčev n'était « qu'un Bulgare sans importance pour les combats de libération », mais le 10 octobre 1946, sous la pression de Moscou qui veut développer l'identité macédonienne afin de développer son influence, les restes de Delčev sont transférés à Skopje. Le lendemain, ils sont déposés dans un sarcophage de marbre qui se trouve toujours dans la cour de l'église Saint-Sauveur.
Après la rupture entre Staline et Tito en 1948, la Bulgarie rompt ses relations avec la Yougoslavie et reprend la vision selon laquelle les Macédoniens sont des bulgares artificiellement assimilés par le régime yougoslave. En réponse, les autorités yougoslaves renforcent l'identité macédonienne et utilisent la figure de Goce Delčev tout en décourageant les sentiments d'appartenance à la nation bulgare chez les Macédoniens. La « bulgarophobie » qui en résulte atteint même un statut d'idéologie d'État. Tous les documents écrits par Goce Delčev en bulgare sont traduits en standard macédonien et ces traductions sont présentées à la population comme des originaux, jusqu'à aujourd'hui. Le régime procède aussi à la popularisation de falsifications historiques, faisant de l'Insurrection d'Ilinden une révolte anti-bulgare, et non anti-ottomane.
Après la dissolution de la Yougoslavie et la chute du communisme, des personnalités bulgares et macédoniennes ont tenté quelques célébrations communes des héros du VMRO, mais elles ont toutes été rejetées car considérées comme politiquement inacceptables,.

## Hommages
- Plusieurs statues en Bulgarie et en Macédoine du Nord ;
- son nom est cité dans l'hymne macédonien, Denes Nad Makedonija ;
- la ville de Gotsé Deltchev en Bulgarie et celle de Delčevo en Macédoine du Nord portent son nom ;
- deux sommets de montagne, un à Órvilos et le Pic de Deltchev[26], localisé 62° 38′ 29″ S, 59° 55′ 58″ O en Antarctique ont été baptisés en son honneur ;
- l'université de Štip, ville dans laquelle il a enseigné, porte son nom.

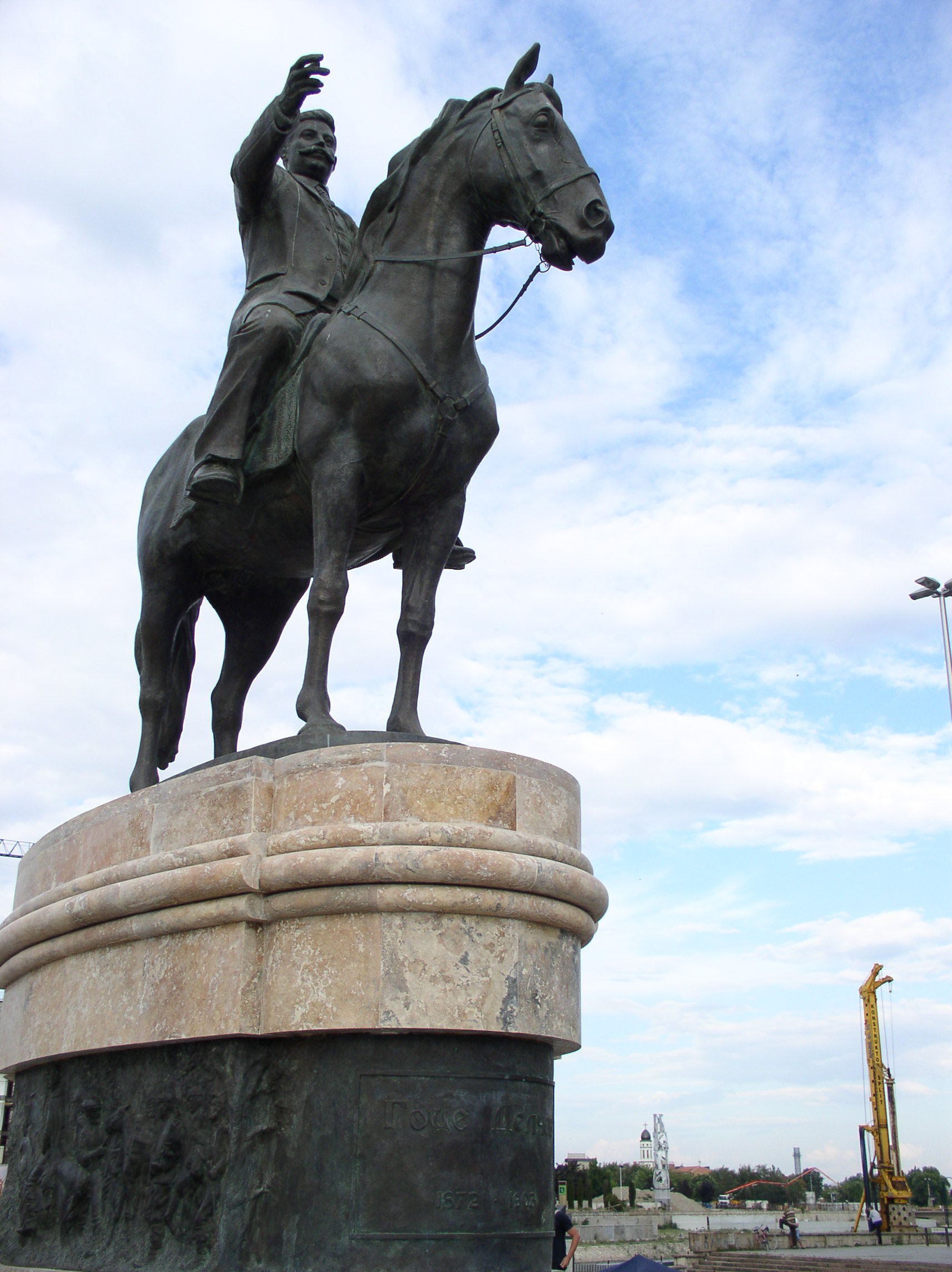
Statue de Goce Delčev à Skopje.
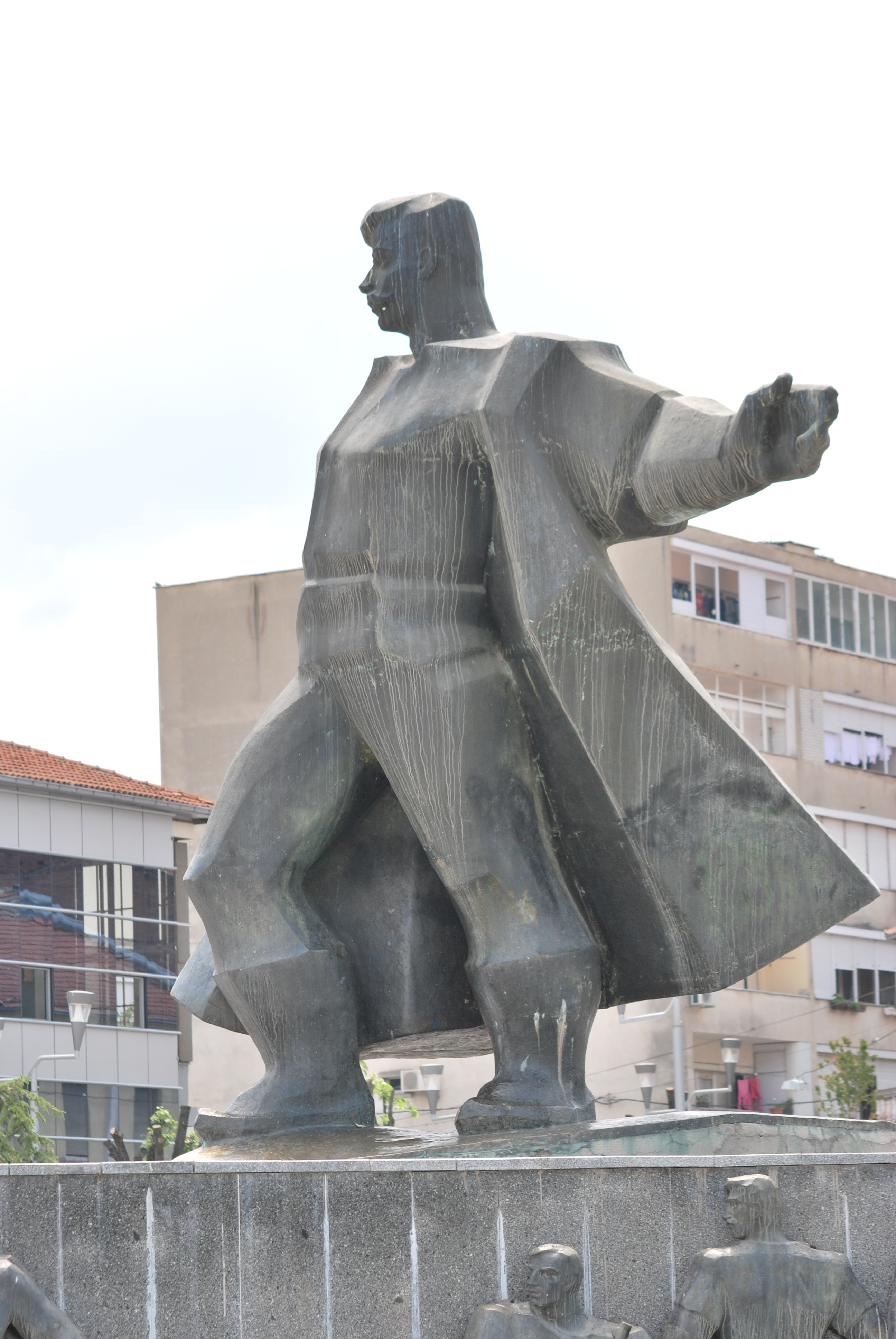
Monument à Delčev à Strumica, Macédoine du Nord.